# Chelan County
Chelan County je okres ve státě Washington ve Spojených státech amerických. K roku 2010 zde žilo 72 453 obyvatel. Správním městem okresu je Wenatchee. Celková rozloha okresu činí 7 754 km².